# Kolbenheyer Viktor
Kolbenheyer Viktor (Sopron, 1858. április 16. –‎ Budapest, 1900. február 12.) magyar építész, építészeti műszaki főnök.

## Élete
Kolbenheyer Mór evangélikus lelkész fiaként született, testvére Kolbenheyer Ferenc építész. Édesanyja Medgyaszay Kornelia. Szülővárosában, Sopronban végezte el gimnáziumi tanulmányait, ezt követően a bécsi műegyetemen tanult tovább építészi oklevelet szerezve. Néhány évig magánszolgálatban dolgozott, azután állami szolgálatba lépett és a Magyar Királyi Földmívelésügyi Minisztériumban az építészeti műszaki hivatalnak főnökeként működött, többek között az 1896-os millenniumi ünnepségek munkálatainál is (Bierbauer Istvánnal közösen).

## Ismert épületeinek listája
Az állami szolgálat mellett magángyakorlattal is foglalkozott, több épületet tervezett:
- 1894: Városháza, Losonc (Nagy Virgillel közösen)[3][4]
- 1896: az 1896-os millenniumi ünnepségek II. sz. (fő)kapuja, Budapest[5]
- 1896: az 1896-os millenniumi ünnepségek Borkóstoló csarnoka, Budapest[6]
- 1897–1898: Nyári Színkör, Hódmezővásárhely (1950-ben elbontották)[7][8][9]
- 1898: Víztorony, Szombathely[10]

### Tervben maradt épületei
- 1890: Városháza, Kecskemét[11][12]
- 1896: az 1896-os millenniumi ünnepségek Történelmi főcsoportja, Budapest[13]
- 1897: Vajdahunyad-vár, a Párizsi világkiállításra, Párizs[14]
- 1890-es évek: Városháza, Győr[15]

## Írásai
Cikkei, műépítészeti tervek magyarázata stb. a Magyar Mérnök- és Építész-Egylet Közlönyében (1886. Egyesületi ház a Magyar Mérnök- és Építészegylet és a Királyi Magyar Természettudományi Társulat számára, három tábla rajzzal, 1892. Kecskemétre tervezett uj városháza); az Építő Iparban (1894.), a Kiállítási Ujságban (1896. A két év mulva megújítandó kiállítás leírása az 1894. tervek alapján); a Vasárnapi Ujságban (tervei, magyarázó szöveggel) jelentek meg.

## Képtár

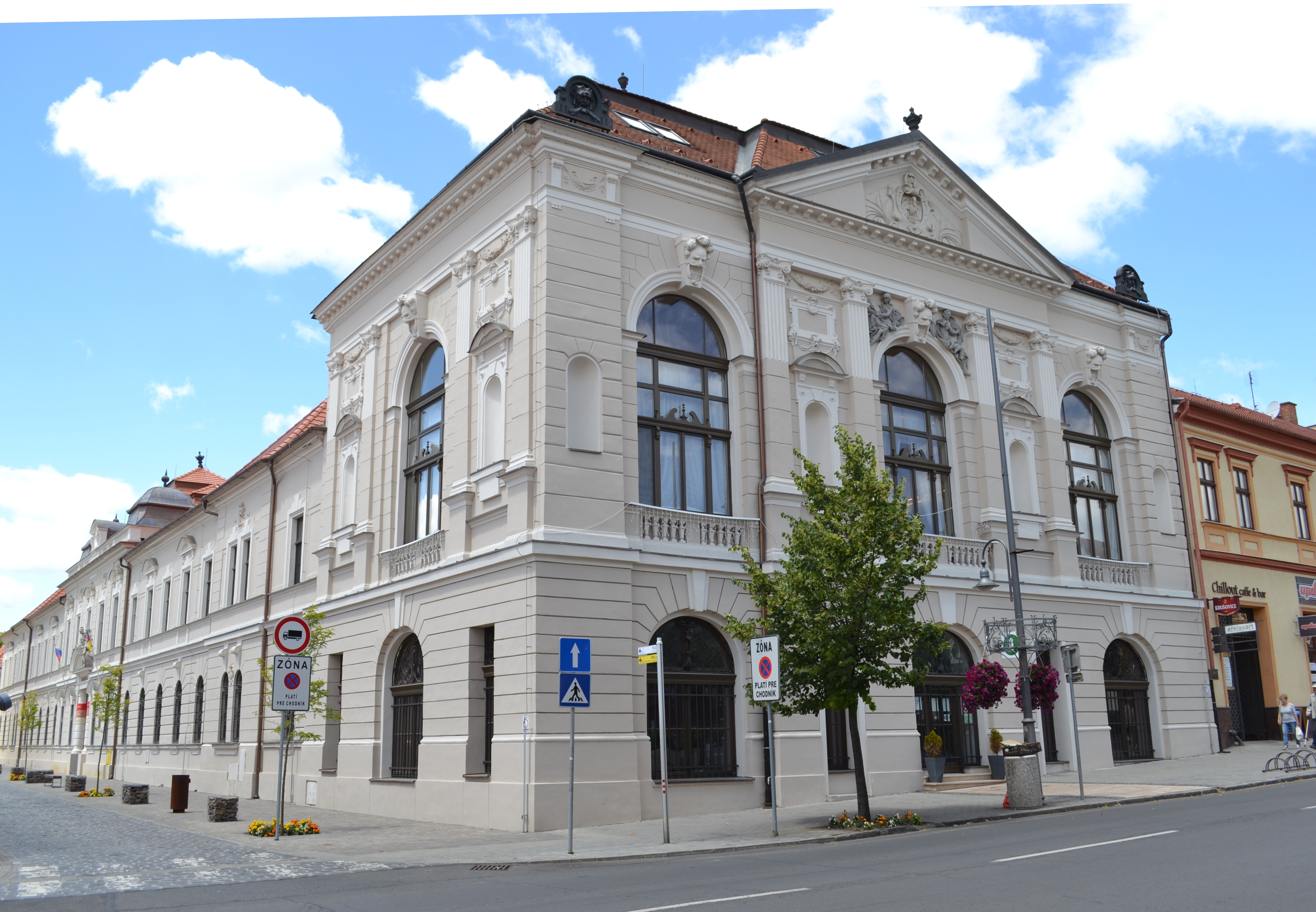
Városháza, Losonc
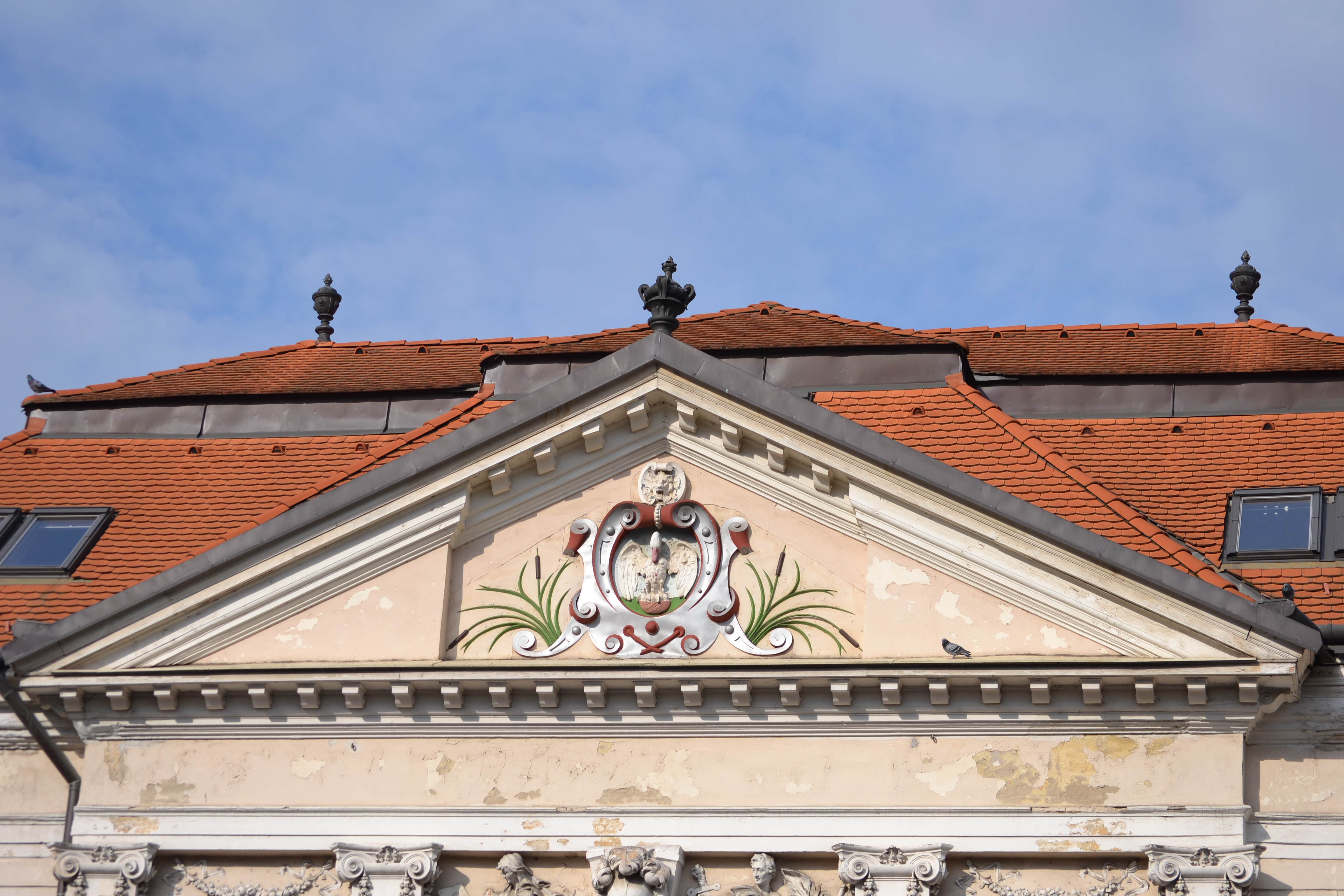
Városháza, Losonc (részlet)
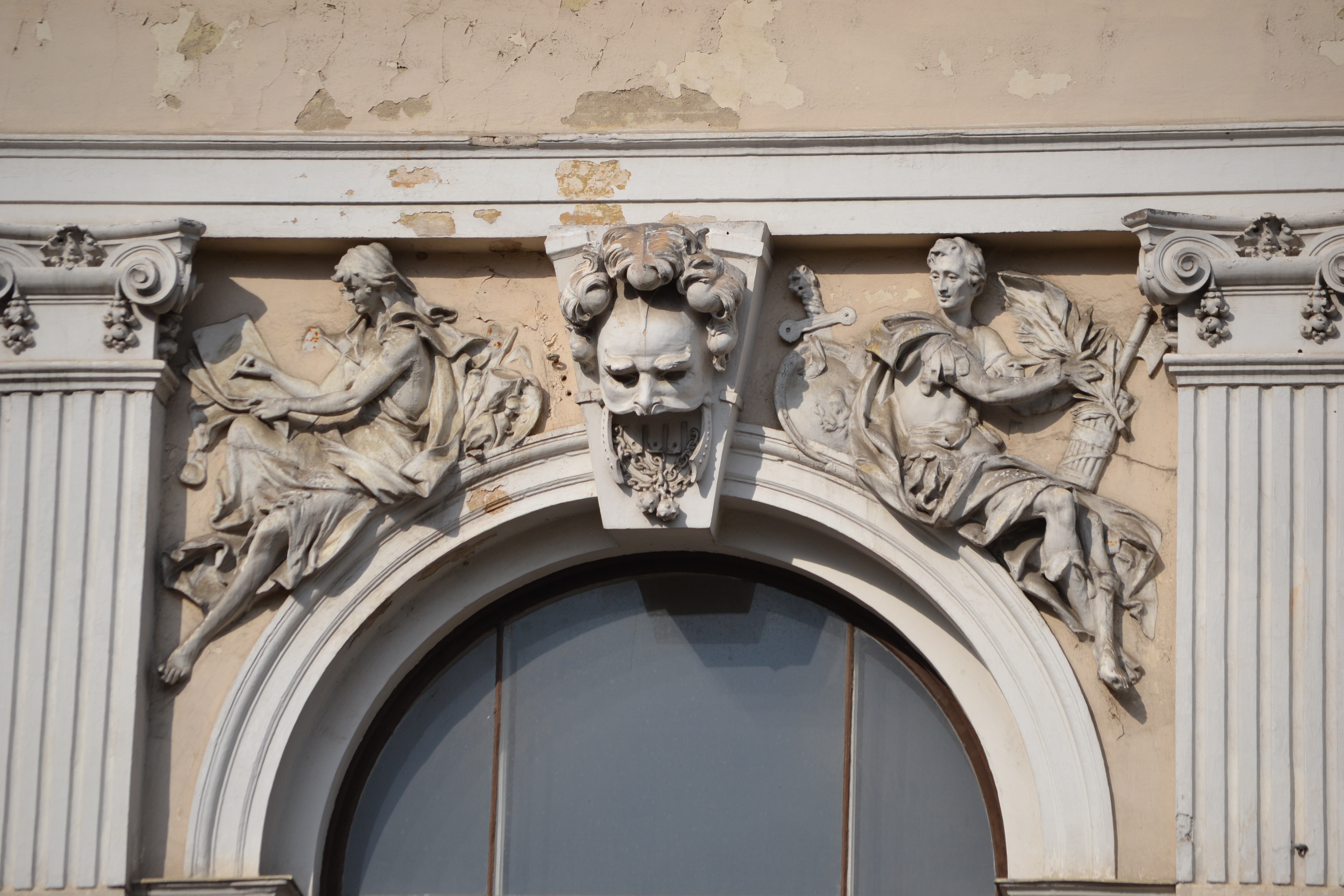
Városháza, Losonc (részlet)
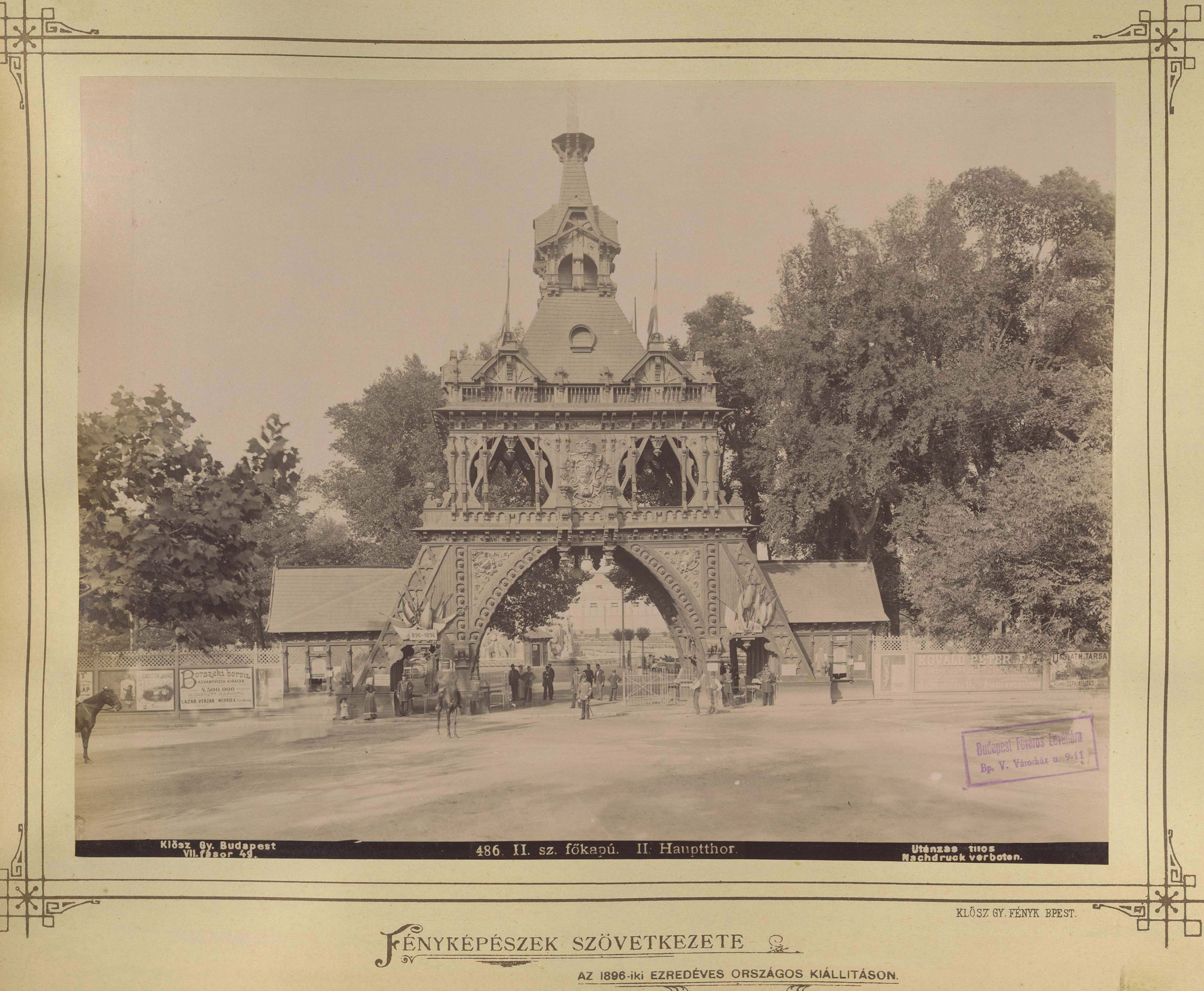
Az 1896-os millenniumi ünnepségek II. sz. (fő)kapuja, Budapest
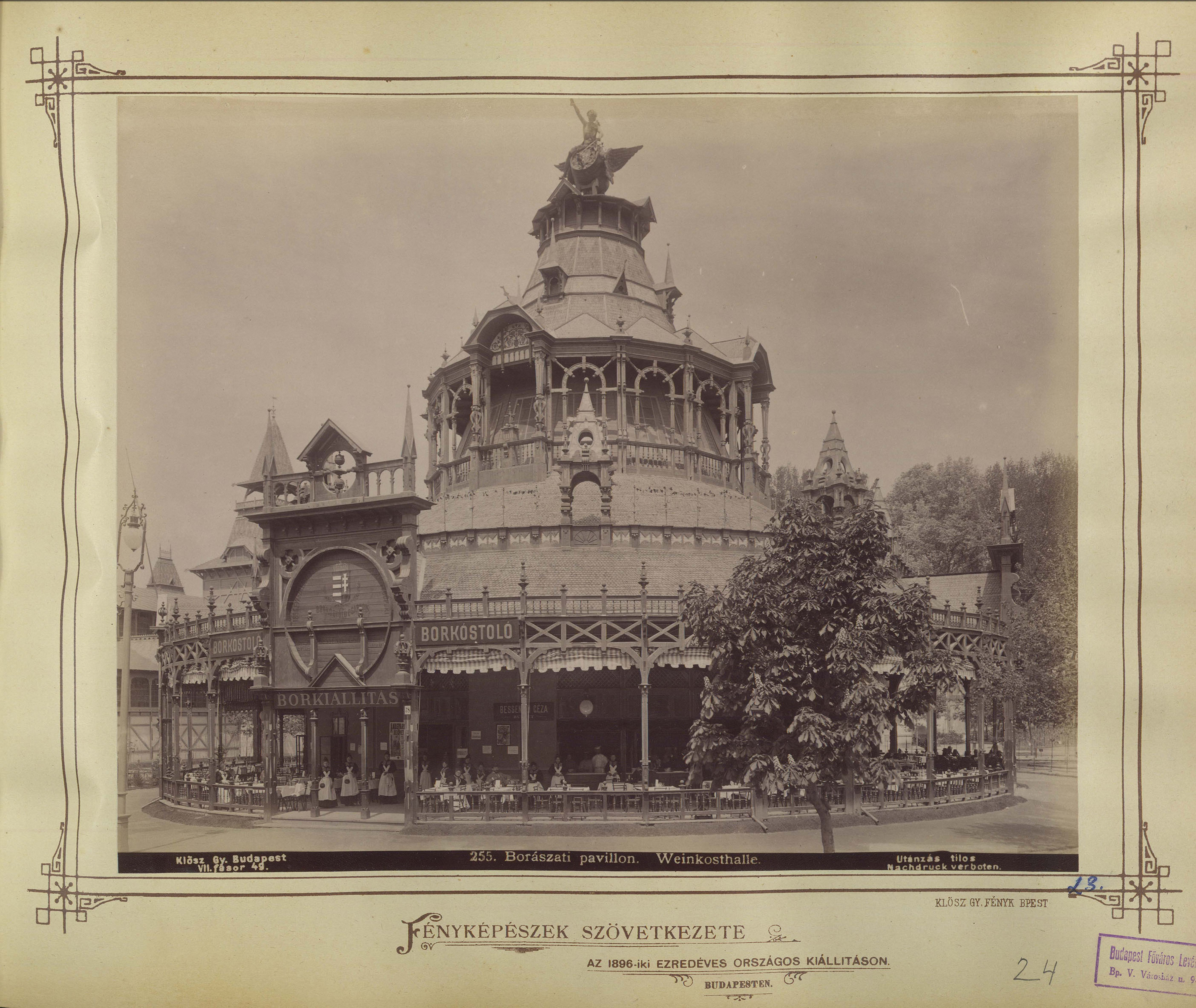
Az 1896-os millenniumi ünnepségek Borkóstoló csarnoka, Budapest
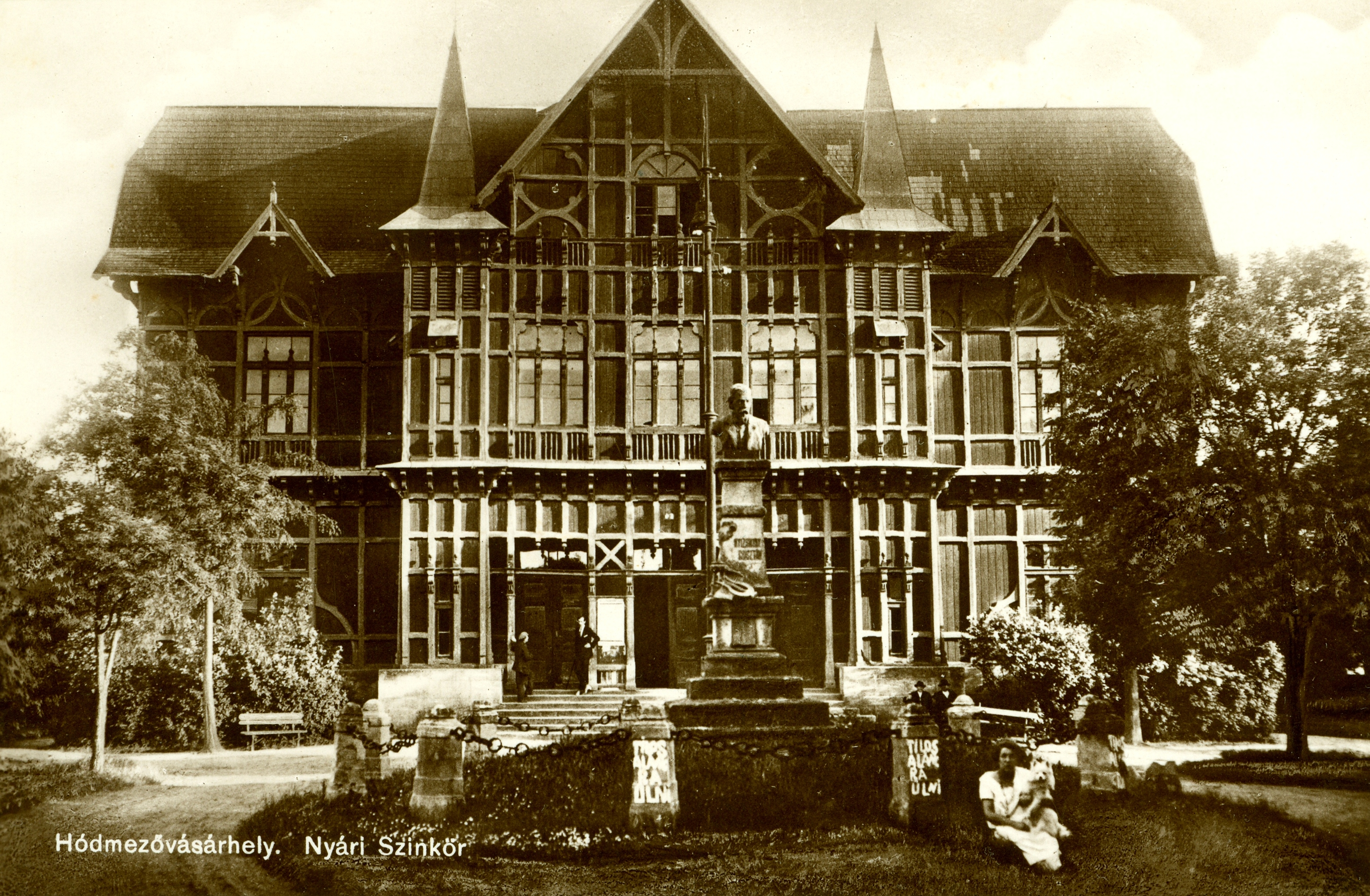
Nyári Színkör, Hódmezővásárhely